# フェラーリ・365GT 2+2
365GT 2+2は、イタリアの自動車メーカーフェラーリが1967年から1971年にかけて製造販売したスポーツカーである。

## 概要
フェラーリ・330GT 2+2の次期モデルとして開発された。デザインはピニンファリーナのチーフデザイナーであったアルド・プロバローネ。
内装には本革シートを採用、パワーステアリング、パワーウインドウを標準装備した最初のフェラーリでもあった。純正装着されたタイヤはピレリCinturatoで、サイズは205VR15。
1971年の365GTC/4の登場に合わせ生産終了。総生産台数は801台。

### エンジン
エンジンは名前の由来ともなった1気筒あたり365となる排気量4.4L（正確には4,390cc）の60度V型12気筒OHCを搭載、ツインチョークのウェーバー40 DFI/5キャブレターを3基備え、最高出力320PSと最大トルク37.0kgmを発生。最高速度は245km/h。